# Stazione di Vallerano
La stazione di Vallerano è una stazione della ferrovia Roma-Civita Castellana-Viterbo.
Si trova a Vallerano, in provincia di Viterbo.
Dal 1º luglio 2022 è gestita da ASTRAL.

## Movimento
La stazione è servita dai treni regionali svolti da Cotral nell'ambito del contratto di servizio con la regione Lazio.